# A gdje si ti
A gdje si ti  je debitanski studijski album hrvatskog pjevača Siniše Vuce. Objavljen je 1993. u izdanju diskografske kuće Croatia Records.

## Popis pjesama
| Br. | Skladba                           | Trajanje |
| --- | --------------------------------- | -------- |
| 1.  | »Dobra večer tugo«                | 3:56     |
| 2.  | »Nek' sam pijan«                  | 3:12     |
| 3.  | »A gdje si ti?«                   | 3:17     |
| 4.  | »Proklete da su«                  | 2:53     |
| 5.  | »Nedjelja«                        | 3:54     |
| 6.  | »Bog me kaznio«                   | 3:28     |
| 7.  | »Molim te, vrati se«              | 3:34     |
| 8.  | »Tebe nema Na Prozore Božić Kuca« | 3:52     |
| 9.  | »Proljeće«                        | 2:56     |
| 10. | »Ostajem u suzama«                | 3:35     |
| 11. | »Ti si me izdala«                 | 2:57     |
| 12. | »Kada odem ja«                    | 4:06     |